# Jan Bedrna
Jan Bedrna (16. září 1897 Český Brod – 25. září 1956 Poděbrady) byl český lékař (chirurg a kardiochirurg) a pedagog, klíčová osobnost československé chirurgie a kardiochirurgie.
Je považován za zakladatele československé kardiochirurgie, královéhradecké chirurgické školy a spoluzakladatele Lékařské fakulty Univerzity Karlovy v Hradci Králové. Měl výrazný vliv i na rozvoj neurochirurgie a urologie v Hradci Králové. Po úmrtí Bedřicha Honzáka se stal primářem chirurgie v královéhradecké nemocnici. Byl průkopníkem chirurgické léčby plicní tuberkulózy. V roce 1947 jako první operoval tepennou dučej, zúženou plicní tepnu. Dne 9. dubna 1951 provedl v Hradci Králové první úspěšnou operaci chlopně a založil kardiochirurgické středisko.

## Rodina
Narodil se v Českém Brodě, kde byl jeho otec odborným učitelem. Jeho sestra zemřela mladá. Jeho bratr Karel Bedrna vystudoval práva a stal se vysokoškolským pedagogem, odbojářem, básníkem, politikem a komunistickým státním činitelem na Slovensku.
Za manželku si vzal lékařku Noemi Gayerovou (16. září 1903 – 28. listopadu 1951). Jejich syn Jan Bedrna (1933–2012) byl také lékař. Kromě syna Jana měli ještě dceru Noemi.

## Život

### Studia a vojenská služba
Jelikož v Českém Brodě nebyla střední škola, vystudoval gymnázium v Kolíně (maturoval v roce 1916). V Kolíně bydlel v podnájmu, a aby si přivydělal, doučoval jiné žáky. Vynikal ve všech předmětech kromě tělocviku. Nejvíce mu šla latina a matematika.
V době první světové války absolvoval vojenskou službu na italské frontě, odkud byl pro onemocnění v roce 1918 propuštěn. V letech 1918–1923 vystudoval lékařskou fakultu Univerzity Karlovy v Praze. Titul MUDr. obdržel dne 3. března 1923.

### Počátky lékařské dráhy a působení v Brně
Absolvoval krátké stáže v nemocnici v rodném Českém Brodě (jako sekundář u primáře Otto Poláka) a na I. chirurgické klinice Lékařské fakulty UK u profesora Otakara Kukuly. Právě tam se rozhodl pro kariéru chirurga. V Praze však nebylo pro Bedrnu vhodné místo, a tak se rozhodl odejít do Brna, kde se chirurgicky vzdělával a zdokonaloval u Julia Petřivalského, prvního přednosty chirurgické kliniky Lékařské fakulty Masarykovy univerzity. Bedrna tak nakonec deset let (1923–1933) strávil v Brně právě na této chirurgické klinice. Nejprve jako externista, následně jako pomocná vědecká síla a od roku 1927 jako klinický asistent. Během brněnského působení, konkrétně v letech 1924–1932, také absolvoval několik odborných cest do zahraničí (Německo, Švýcarsko, Francie, Belgie, Polsko). Dne 10. prosince 1931 byl habilitován na docenta patologie a terapie nemocí chirurgických na Lékařské fakultě Masarykovy univerzity. V období od 1. května 1933 do 31. března 1934 byl primářem chirurgického oddělení nemocnice v Moravské Ostravě.

### Působení v Hradci Králové
Nejdelší část svého pracovního života spojil v Hradcem Králové. V roce 1934 vyhrál konkurz (nad pozdějším profesorem chirurgie LF UK Janem Knoblochem) a od 1. dubna 1934 do roku 1945 byl primářem chirurgického oddělení okresní nemocnice v Hradci Králové. Během krátké doby pracoviště výrazně pozdvihl na úroveň univerzitních klinik a již v polovině roku 1934 rozšířil o urologickou část (pododdělení). V roce 1935 rozšířil operační výkony o terapii uzávěrů končetinových cév bederní sympatektomií. V roce 1937 poprvé operoval výhřez meziobratlové ploténky. V roce 1943 začal chirurgicky léčit konstrikční perikarditidu. Pravidelně dojížděl do plicní léčebny v Žamberku, kde chirurgickou cestou léčil tuberkulózu.
V době druhé světové války se Bedrna angažoval v odbojové činnosti na Masarykově univerzitě. Když na něj gestapo vydalo zatykač, dozvěděl se o tom vězeňský lékař Ladislav Vančura, Bedrnu informoval a zároveň mu díky svému kontaktu na šéfa hradeckého gestapa Alberta Hardtkeho poradil, jak při výslechu vypovídat. Bedrnovi tak zachránil život. Bedrna s Vančurou také spolupracoval při pomoci vězňům gestapa v Hradci. Vančura jim umožňoval fingovat zdravotní potíže, aby se dostali do nemocnice. Bedrna jim zde např. provedl povrchový řez, takže po několika dnech se mohli pokusit utéct.
V roce 1945 byl Bedrna členem delegace, která 10. srpna toho roku navštívila prezidenta Edvarda Beneše ve věci zřízení Lékařské fakulty v Hradci Králové. Účastnil se i dalších jednání, jejichž výsledkem bylo zřízení této fakulty, a tak je považován za jejího spoluzakladatele. Bedrna se stal garantem výuky chirurgie, přednášel a vychovával další generace lékařů. Okresní nemocnice se stala fakultní nemocnicí, a díky tomu chirurgické oddělení dosavadní nemocnice vytvořilo základ pro novou chirurgickou kliniku – klinické zařízení fakulty. Na nově vzniklé fakultě se stal prvním přednostou této chirurgické kliniky. Roku 1947 byl jmenován řádným profesorem chirurgie Univerzity Karlovy. V roce 1951 prosadil doplnění kliniky o specializované kardiochirurgické středisko – první a dlouhou dobu jediné v Československu. Klinika se od roku 1951 stala součástí Vojenské lékařské akademie, která nahradila lékařskou fakultu. Jako vedoucí kliniky (v době vojenské akademie v hodnosti plukovníka) působil až do své smrti roku 1956.
Zasloužil se o celkový rozvoj úrovně východočeského lékařství také tím, že již v meziválečném období byli zejména jeho zásluhou přijímáni na místa primářů habilitovaní lékaři (docenti). V době nacistické okupace díky tomu v nemocnici v Hradci Králové působilo hned pět docentů, což vytvářelo dobré podmínky pro vznik lékařské fakulty.
V roce 1954 získal titul DrSc. Dne 25. listopadu 1954 byl za zásluhy jmenován řádným členem Československé akademie věd.
Sám trpěl těžkou srdeční chorobou – fibrózou myokardu, která vznikla po téměř smrtelné difterické karditidě v dětství. Opakovaně se s ní léčil v lázních – v Poděbradech, kde také v roce 1956 ve věku 59 let zemřel. Stalo se tak poté, co jel z Prahy do Hradce Králové a udělalo se mu nevolno. Jako následek intenzivního přepracování jej postihl několikanásobný infarkt. Poslední rozloučení se konalo 3. října 1956 na lékařské fakultě v Hradci Králové a odpoledne v pardubickém krematoriu. Pohřben byl v rodném Českém Brodě.

#### Odborné zaměření
Věnoval se chirurgii v celé šíři a uskutečnil mnoho prioritních operací v neurochirurgii, urologii, břišní i cévní chirurgii. Zároveň zachytil i proces vzniku a rozvoje srdeční chirurgie ve světě, a díky tomu jako první v tehdejším Československu uskutečnil dne 30. října 1947 úspěšný podvaz otevřené tepenné dučeje. Tím byla zahájena i nepřetržitá kardiochirurgická činnost v Hradci Králové.  
V roce 1951 zahájil také jako první na území Československa éru intrakardiálních operací. Nejprve 7. března s Jaroslavem Procházkou operoval dvojité zúžení dvojcípé srdeční chlopně a 24. listopadu úspěšnou operaci mitrální stenózy valvulotomií. Uvádí se, že se vlastně jednalo o první operaci uvnitř srdce na území Česka. Řada úspěšných operací mitrálních stenóz vzbudila značný zájem kardiologů a chirurgů, kteří se jezdili do Hradce Králové s touto metodou seznámit, aby ji mohli provádět také na svých pracovištích. Jeho blízkými spolupracovníky byli odborná lékařka chorob nervových a duševních, ordinářka na interním oddělení Anna Mazačová-Procházková, a později primář ortopedie Jaroslav Vavrda.

#### Žáci a pokračovatelé
Bedrna měl řadu úspěšných žáků a nástupců. Kromě vlastního syna Jana jím byl hrudní chirurg Jaroslav Procházka (1913–2003), který převzal po Bedrnovi vedení kliniky a dále rozvíjel kardiochirurgii a již dva roky po Bedrnově úmrtí v roce 1958 zahájil operace v mimotělním oběhu. Dalšími Bedrnovými žáky byli neurochirurgové Rudolf Petr (1912–2003), považovaný za zakladatele československé neurochirurgie, a Rudolf Malec, urologové Jozef Šváb, Petr Navrátil a Vladimír Zvara, plicní chirurgové a kardiochirurgové Vladimír Brzek, a Jaroslav Lichtenberg, dětský chirurg a urolog Hvězdoslav Stefan, či profesoři Antonín Beneš a Bohumil Konečný.

### Rotariánství
V roce 1946 byl jedním z těch, kteří obnovili činnost Rotary klubu v Hradci Králové poté, co jej německá okupační správa v roce 1938 zrušila. V roce 1948 byl ovšem klub opět zrušen.

## Dílo
Napsal více než 140 odborných publikací, včetně tří monografií.
Nejvíce ceněny byly tyto:
- Zkušenosti s chirurgickou léčbou tepenné hypertense (1946)
- Úrazy kostí a kloubů[12]
- Dětská urologie (1951)[3]

## Zajímavosti
Byl i umělecky nadaný. Dobře uměl hrát na klavír.
Od 30. dubna 1954 byl nositelem Řádu práce.

## Připomínky
- Bedrnův den (semináře pořádané od roku 1986 chirurgickou klinikou LF UK v Hradci Králové)
- Pavilon akademika Jana Bedrny (pavilon chirurgické kliniky v Hradci Králové, postaven 1985)
- medaile akademika Jana Bedrny (ocenění významným chirurgům a lékařským osobnostem)
- ulice Akademika Bedrny (Hradec Králové)[2] – spojuje centrum města s místní částí Věkoše[20]
- Bedrnova ulice (Ostrava)[21]
- Bedrnova ulice (Praha 5 – Motol) – od roku 1978[22]
- pamětní deska, Hradec Králové, Ulrichovo náměstí[11]
- V dubnu 1986 proběhla v královéhradeckém muzeu výstava Počátky srdeční chirurgie v Hradci Králové, která byla věnovaná 35. výročí založení kardiochirurgického střediska v Hradci Králové a 30. výročí úmrtí Jana Bedrny.[23]